# Прие (Эна)
Прие́ (фр. Priez) — коммуна во Франции, находится в регионе Пикардия. Департамент коммуны — Эна. Входит в состав кантона Виллер-Котре. Округ коммуны — Шато-Тьерри.
Код INSEE коммуны — 02622.

## Население
Население коммуны на 2010 год составляло 50 человек.
| 1962 | 1968 | 1975 | 1982 | 1990 | 1999 | 2010 |
| ---- | ---- | ---- | ---- | ---- | ---- | ---- |
| 66   | 78   | 53   | 48   | 36   | 47   | 50   |

## Экономика
В 2010 году среди 29 человек трудоспособного возраста (15—64 лет) 22 были экономически активными, 7 — неактивными (показатель активности — 75,9 %, в 1999 году было 70,4 %). Из 22 активных жителей работали 16 человек (9 мужчин и 7 женщин), безработных было 6 (4 мужчины и 2 женщины). Среди 7 неактивных 0 человек были учениками или студентами, 2 — пенсионерами, 5 были неактивными по другим причинам.